# Marco Basaiti

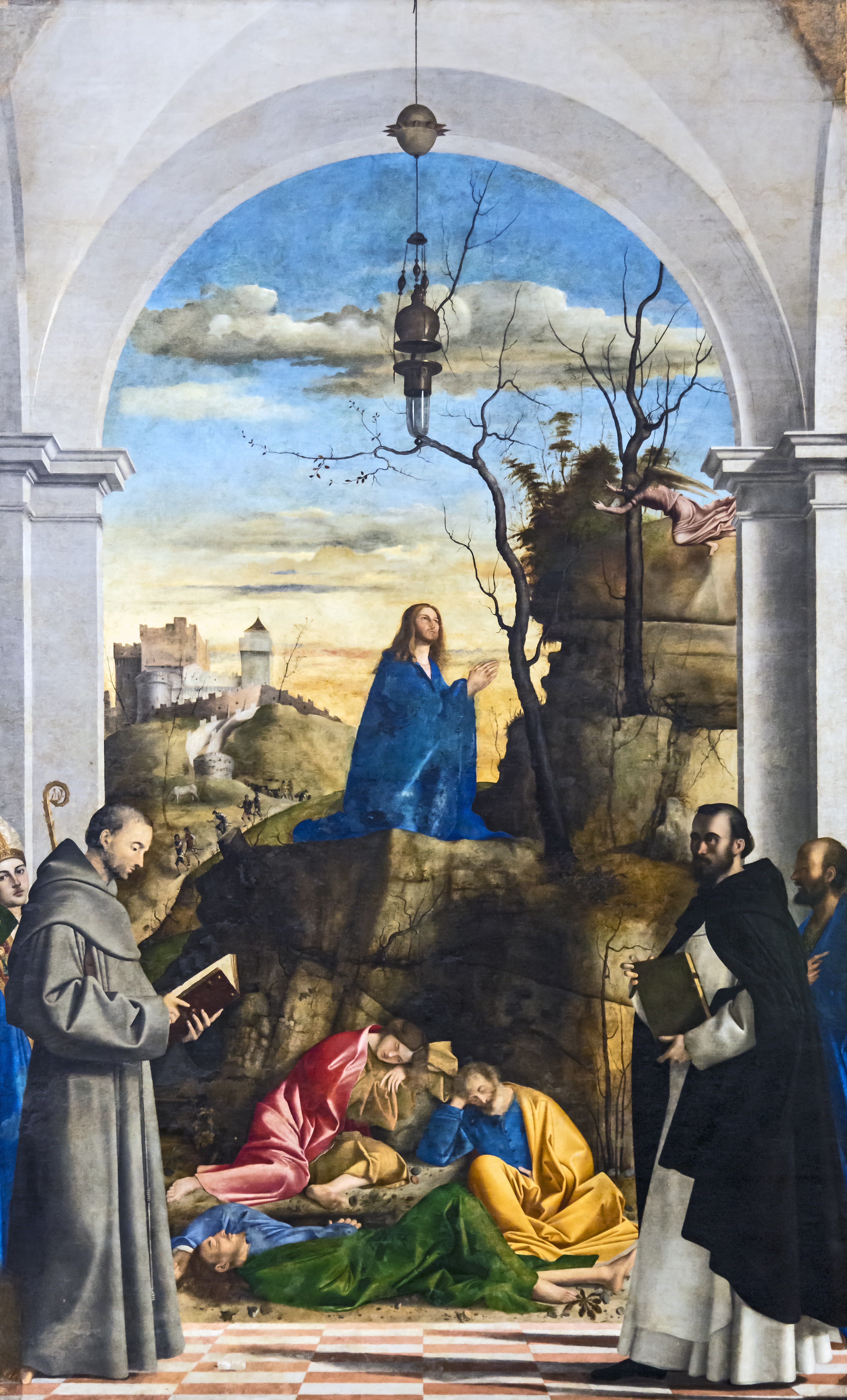
Cristo rezando no jardim

Marco Basaiti (1470 — 1530) foi um pintor veneziano e rival de Giovanni Bellini. 
Estima-se que tenha vindo dos Balcãs e a data de sua chegada em Veneza é desconhecida. Começou a pintar ativamente em 1496. Acredita-se que tenha aprendido a pintar na oficina de Alvise Vivarini. Basaiti trabalhou principalmente com temas religiosos, mas também executou retratos. Contrário a outros artistas da época, usava cores brilhantes ao executar suas pinturas religiosas. 